# Грибунин, Владимир Фёдорович
Владимир Фёдорович Грибунин (4 (16) апреля 1873, посёлок Лух, Костромская губерния, Российская империя — 1 апреля 1933, Москва, СССР) — русский и советский актёр театра и театральный деятель.
С 1898 года и до конца жизни — актёр Московского Художественного театра. Заслуженный артист РСФСР (1925), Заслуженный деятель искусств РСФСР (1933).

## Биография

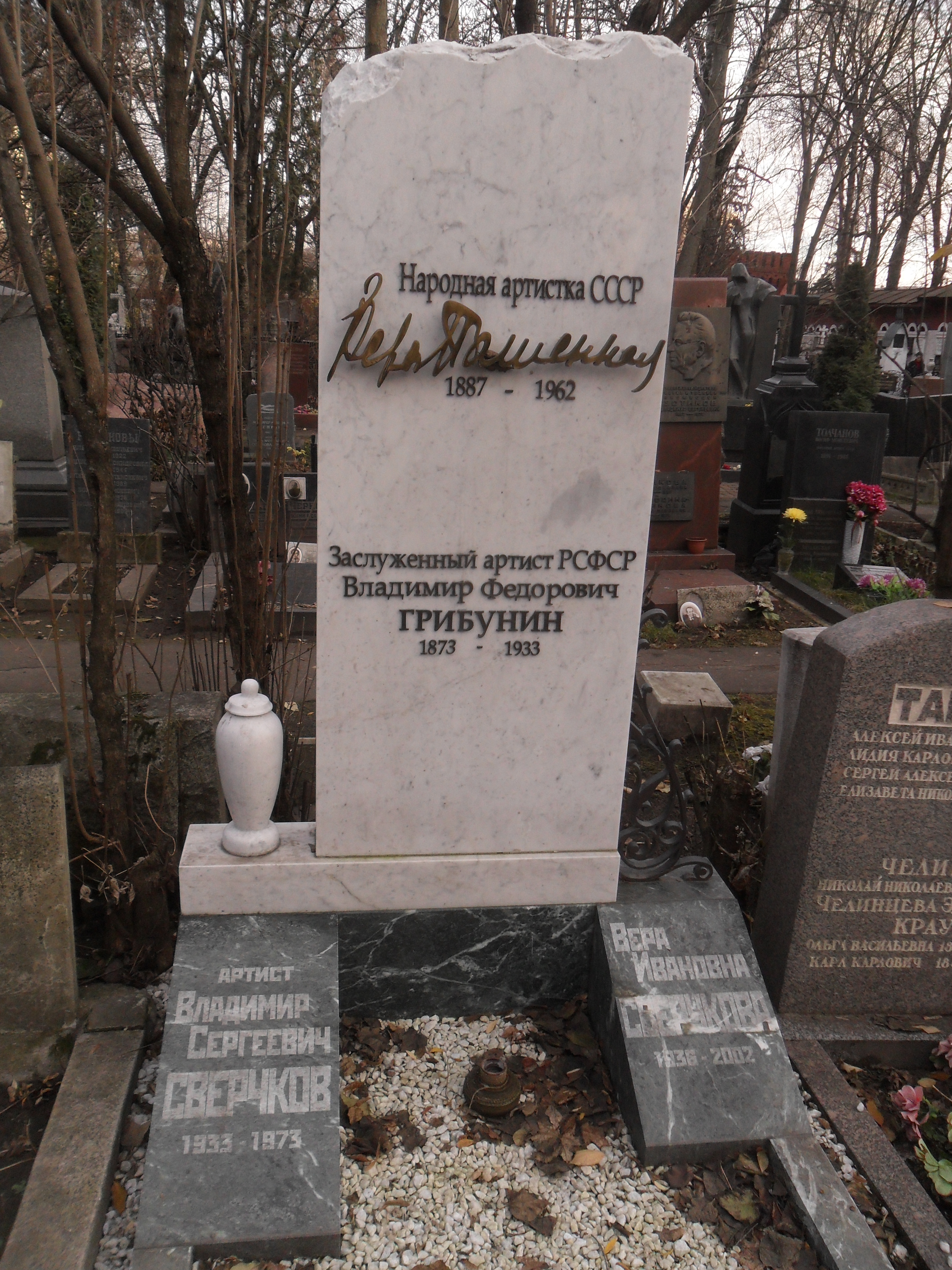
Могила В. Ф. Грибунина (справа) и его бывшей жены В. Н. Пашенной (слева) на Новодевичьем кладбище Москвы.

Родился 4 (16) апреля 1873 года в посёлке Лух Костромской губернии (ныне Лухский район Ивановской области) в семье мелкопоместных дворян Грибуниных. В детстве любил разыгрывать сюжеты из книг, отец называл его «артист». Любовь к сцене перешла от отца, который играл в любительских спектаклях. Первая попытка Грибунина сыграть на сцене была в возрасте 8 лет.
Окончил одну из московских гимназий, где показал отличные результаты. В 1892 году поступил в училище Малого театра, учился до 1895 года под руководством М. П. Садовского, поступив туда «по собственному приказанию», «не поладив с латынью» и мечтая стать «свободным гражданином». Наибольшее впечатление на него в этот период произвёл Малый театр с его «изумительной труппой», что разогрело его страсть к сцене. Во время учёбы провёл два летних сезона в Уфе, а во время третьего летнего сезона участвовал в гастрольной поездке артистов Малого театра.
По окончании курса в 1895 году в течение одного года отбывал воинскую повинность.
После службы в сезоне 1896/97 года служил в Москве в театре «Скоморох» у антрепренера Бельского. С 16 сентября 1897 года по весну 1898 года (до Великого поста) работал в Харькове в антрепризе А. Н. Дюковой. По условиям контракта, подписанного 13 марта 1897 года в Харькове, он обязывался играть роли по назначению в трагедиях, драмах, комедиях и других жанрах, исправно посещать репетиции и спектакли, не покидать сцену до конца и не менять роли без разрешения антрепренера или её режиссёра. Также упоминается его работа в этот период в Одессе.
В 1898 году, в возрасте 25 лет, по рекомендации А. А. Санина, знавшего его по полку, был принят в труппу создававшегося Московского Художественного театра, сумев влиться в коллектив и стать одним из первых его актёров. В отличие от большинства актёров, он не принадлежал ни к одной из двух групп, объединившихся для создания театра, и, по собственным воспоминаниям, долгое время чувствовал себя «пасынком», однако оставался в МХТ до конца жизни. В ранний период работы в МХT (1898—1902 годы), например, в письме к А. А. Санину, Грибунин извинялся за невозможность прийти на репетицию, объясняя это болью в ногах.
В 1916 году вступил в брак с актрисой МХТ Верой Пашенной, которая позднее стала Народной артисткой Республики. Брак вскоре распался, но тёплые отношения между бывшими супругами сохранялись.
Несмотря на признание таланта и востребованность, в начале 1920-х годов Владимир Грибунин, судя по его письму к К. С. Станиславскому от 14 октября 1921 года, испытывал неудовлетворённость своим положением в театре. В частности, он выражал недоумение и обиду по поводу того, что его «упорно не включаютъ въ число получающихъ паекъ» — так называемый «академический паёк», предназначенный, по его мнению, для «ответственныхъ и нужныхъ работниковъ». Грибунин отмечал, что обращался с этим вопросом к В. И. Немировичу-Данченко, но проблема не решалась, что заставляло актёра сделать вывод, будто театр не считает его таковым. В середине 1920-х годов, в частности в письме от 27 января 1927 года к режиссёру и педагогу МХТ В. Г. Сахновскому, Грибунин упоминал о проблемах со здоровьем — «ужасном бронхите», который сказывался на его общем состоянии и приводил к невозможности посещать репетиции, хотя он продолжал выходить на сцену в спектаклях. Письмо также отражает его желание лично поговорить с адресатом.
Сохранилось письмо к В. И. Немировичу-Данченко (без точной даты), в котором режиссёр благодарит Грибунина «за спасеніе спектакля» и «за самыя искреннія, глубокія чувства». Немирович-Данченко также отмечает, что в сложные моменты («въ эти постыдныя часа телефонныхъ Игрѣцовъ и разъясненій телефономъ») чувства Грибунина к театру «подчеркивались испытаніемъ», а его переход «отъ равнодушія къ дѣламъ театра» (видимо, речь о ком-то другом или общем настроении) к «усердной, плодотворной, предусмотрительной организаціи» (вероятно, о работе Грибунина) вызывал у режиссёра особое уважение.
Владимир Грибунин умер 1 апреля 1933 года в Москве. Е. П. Асланова в статье 1933 года отмечает, что Грибунин тяжело и долго болел перед смертью. Похоронен на Новодевичьем кладбище Москвы (участок № 2), рядом с могилой Веры Пашенной. Его смерть была воспринята в театре как потеря «большого, талантливого артиста и чудесного, любимого всеми знавших его, человека».

## Творчество
С 1898 года Владимир Грибунин служил в Московском Художественном театре. Он отличался особой органичностью и чувством жизненной правды на сцене, умением глубоко передать внутреннее состояние своих персонажей без излишней утрировки. Играл преимущественно бытовые и характерные роли. Обладал богатырским телосложением, был рослым и статным мужчиной. Его дебютной ролью в МХТ стал Голубь-сын в спектакле «Царь Фёдор Иоаннович» А. К. Толстого. По воспоминаниям, при его появлении на сцене зрители удивлялись: «Кто это?! Откуда такой богатырь?!», на что Грибунин с гордостью отвечал: «Лухские мы! Из Костромских мелкопоместных бояр Грибуниных!».
Игра Владимира Фёдоровича отличалась большим внутренним содержанием, мягкостью и жизненностью, многогранностью и способностью к перевоплощению. Он стал одним из видных исполнителей чеховских ролей в театре, и А. П. Чехов ценил его за способность наиболее хорошо отражать нюансы характеров своих героев. Среди его работ — терпеливый глухой Ферапонт в «Три сестры» и вечно занятый поисками денег, но безунывный помещик Симеонов-Пищик в «Вишнёвый сад». При исполнении монолога Симеонова-Пищика о том, чтобы его запомнили, актёр вызывал слёзы у зрителей. Критик В. И. Немирович-Данченко отмечал «чудесный тон у Грибунина» в роли городового Медведева в пьесе «На дне» М. Горького. После смерти Артёма (А. А. Санина) успешно исполнял роли Чебутыкина («Три сестры») и Телегина («Дядя Ваня»). В. И. Немирович-Данченко подчёркивал его незаменимость в труппе.
Исполнял роль Никиты в пьесе «Власть тьмы» Л. Н. Толстого.

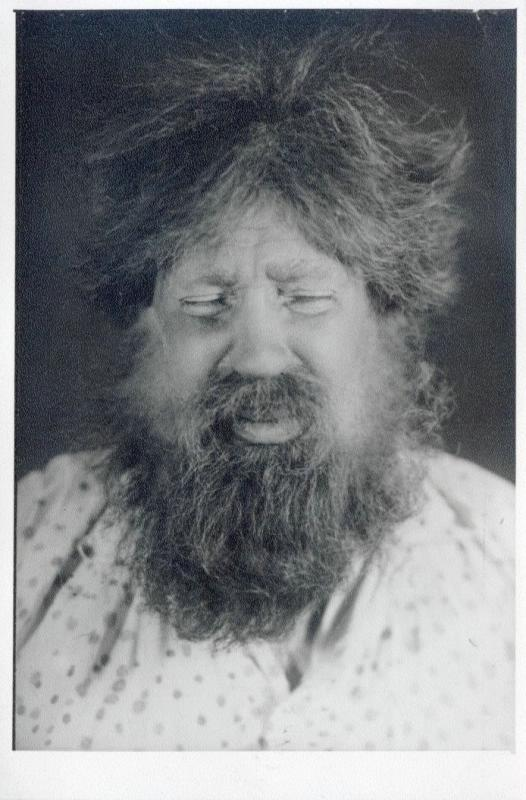
Грибунин Владимир Фёдорович в роли Курослепова. Спектакль «Горячее сердце», МХАТ.

Одной из лучших его работ считается роль купца Курослепова в спектакле «Горячее сердце» А. Н. Островского (1926), где он создал образ комедийно-громадного, погруженного в бытовые заботы персонажа. В этой роли в трио с Москвиным и Тархановым он был «страшен, ужасен тупостью, агрессивностью, самодурством». Также играл юродивую бабу-делягу Манефу в «На всякого мудреца довольно простоты» во время зарубежных гастролей МХАТ.
Среди других ролей в русской классике: добродушный богатырь Голубь-сын в «Царе Федоре Иоанновиче» А. К. Толстого, Шпигельский в «Месяц в деревне» И. С. Тургенева, Ступендьев в «Провинциалка» того же автора, Платон Михайлович (в какой пьесе — источник не уточняет), Лебядкин в «Николае Ставрогине» по «Бесам» Ф. М. Достоевского, Бахчеев в «Селе Степанчикове» того же автора. В 1914 году исполнил роль Фурначева в «Смерть Пазухина» М. Е. Салтыкова-Щедрина. В его исполнении характеры были точны, объективны, актёр проживал жизнь своих героев, и в тщательно сыгранных образах проглядывала его незаурядная личность.
Интересным эпизодом в его творчестве стал отказ от роли Варравина в предполагавшейся постановке «Смерть Тарелкина» А. В. Сухово-Кобылина, так как, по признанию актёра, его спокойное, внутренне гармоничное искусство «не находило себе опоры» в мрачном и сатирическом материале пьесы. В конце 1930 года в письме к В. И. Немировичу-Данченко Грибунин выражал желание сыграть Собакевича в «Мёртвых душах» по Н. В. Гоголю, отмечая, что после прочтения критики В. В. Гусева ему захотелось сыграть эту роль ещё больше, и он чувствовал, что сможет это сделать. При этом актёр сетовал на то, что ему была поручена «очень пустячная» роль Губернатора, которая не может удовлетворить артиста, «давно не имевшего больших ролей».
По оценке Е. П. Аслановой в 1933 году, Владимир Грибунин сыграл в 55 из 87 постановок МХТ, вынеся, по сути, на своих плечах две трети репертуара театра, что делает его одним из столпов МХТ. Критик Н. Д. Волков отмечал в апреле 1933 года, что «в сценическом реализме Грибунина было много от старого Малого Театра. Он был тем мостом, которым соединялись берег почтенных традиций с берегом исканий Станиславского».
В двадцатые годы, во время зарубежных гастролей по Америке, Грибунин играл, в частности, Григория в «Братьях Карамазовых» и Манефу в «На всякого мудреца довольно простоты» (также упоминается в источниках как сыгранное в Америке). После возвращения в СССР участвовал в освоении «Системы» К. С. Станиславского. Его «учителем» был назначен молодой актёр Василий Орлов, и Грибунин вёл себя как послушный ученик, старательно записывая и применяя рекомендации. На фотографии, подаренной Орлову, он написал: «Никогда не наигрывай. Никогда! И всегда будь чист в искусстве».
Помимо работы над ролями, Владимир Грибунин был неотъемлемым участником жизни театра. Он был известен как «заводной», обожающий компанию, игры и театральные капустники, часто в паре с И. М. Москвиным. Эта сторона его натуры, порой доставлявшая беспокойство основателям театра, делала его поистине необходимым в коллективе МХТ. К молодёжи относился с отеческой благожелательностью.
За долгую театральную жизнь (35 лет) сыграл 55 ролей. Последней стала роль председателя суда в спектакле «Воскресение».

## Семья
- Старший брат — Семён (1870—?), земский деятель, член Государственной думы IV созыва от Костромской губернии[13].
- Сестра — А. Ф. Грибунина, актриса Малого театра[2].

## Звания и награды
- Заслуженный артист РСФСР (1925)[3].
- Заслуженный деятель искусств РСФСР (1933)[3].